# Castillo de Valencia de Areo
El castillo de Valencia de Areo, o castillo de Pallars, situado cerca del municipio de Valencia de Areo en el Pallars Sobirá, entre los cauces de los ríos Noguera Pallaresa y Bonaigua y a 1.085 m de altitud sobre una colina que domina todo el valle de Esterri de Aneu, es y fue un lugar estratégico lo que hoy en día sólo quedan las ruinas como testigos de la grandeza del Condado de Pallars.

## Historia
No se tienen datos exactos sobre el año de su construcción pero se estima que fue alrededor de los siglos XI-XII y durante el condado de Suñer I de Pallars. Alojó a los descendientes del Condado de Pallars hasta el último, que fue Hugo Roger III.
Posteriormente, tras la guerra civil española (1936-1939) y el posterior conflicto maqui, el Castillo de Pallars fue empleado por el bando Nacional como emplazamiento para cañones antiaéreos, trincheras y nidos de ametralladora, dada su situación privilegiada.

## Arquitectura
El Castillo de Pallars fue una fortaleza activa durante siglos, lo que propició que la construcción sufriera multitud de reformas y ampliaciones, adaptándose a los nuevos tiempos. Esto es lo que hace difícil reconocer la forma original de la fortificación y por lo tanto de datarla. El castillo forma parte del llamado conjunto arqueológico de Valencia de Areo; este conjunto está formado por dos partes bien definidas:
Primer recinto que era el Castillo propiamente dicho estaba rodeado por un profundo foso en los flancos este y oeste, y por una segunda línea amurallada en los flancos norte y sur. Era donde se encontraban, entre otros, la torre del homenaje, la cocina y el comedor de los señores, la armería y los dormitorios del servicio. Además se sabe que disponía de una balsa de agua propia, donde se criaban truchas. El recinto soberano era el corazón de la fortaleza, una especie de plaza fuerte, un foro en el que los habitantes se reunían y comerciaban, era el lugar donde se encontraba el mercado y donde los vecinos se refugiaban en caso de ataque.
Segundo recinto, era un recinto fortificado rectangular de unos 300 metros adyacente al recinto soberano. Dentro de este recinto se encontraba la población de Valencia de Areo, edificios que se han interpretado como casas o habitaciones, varios talleres y ferrerías, un horno de pan y, en definitiva, el pueblo. Este recinto fue una construcción posterior, requerida por los duros períodos de tiempo en los que estallaban las llamadas «bandosidades» durante las cuales los ataques y saqueos en el castillo eran habituales.

## La caída del castillo
Hugo Roger III es conocido como el último conde de Pallars. Su vida y obra como señor y comandante militar ha trascendido hasta nuestros días, lo que ha ocasionado que se le considere un héroe local. Entre sus hazañas podemos destacar el desafío a la potestad real de Juan II de Aragón y de su hijo Fernando el Católico, el asedio y conquista de la ciudadela de Viella, y la dura labor de procurar una vida diferente a los habitantes del Condado, luchando por las libertades y por el ideal de una Cataluña condal y feudal. A lo largo de su vida, acumuló multitud de enemigos, algunos incluso antítesis de lo que él representaba, como el conde de Cardona-Prades Joan Ramon Folc IV de Cardona, los Reyes Católicos, el Conde de Foix, y muchos otros .
Su fortificación, el castillo de Valencia de Areo, fue asediada por el conde de Cardona, en nombre del Rey Fernando el Católico en mayo del año 1487. En aquellas fechas, Hugo Roger se encontraba en Francia reclutando hombres para hacer frente a su rival monarquista. Por este motivo el mando del castillo estaba en manos de su esposa Caterina Albert. El sitio duró cerca de dos meses, durante los cuales Caterina mantuvo firme su creencia de que su amado llegaría a tiempo para derrotar al conde de Cardona.
No fue así, pues las nieves que se acumularon en los puertos de montaña evitaron el paso de los soldados desde Francia al Pallars, y el castillo fue finalmente entregado el 5 de julio de 1487.
Es un mito que el propio conde de Cardona-Prades hiciera quemar el Castillo de Valencia hasta los cimientos, el motivo por el que se encuentra en ruinas hoy en día es porque los habitantes se desplazaron progresivamente cerca de la iglesia de San Andrés de Valencia de Areo, un lugar más cómodo, más cercano al río y más amplio. Con este desplazamiento, se llevaron poco a poco las piedras del castillo para construir sus propias casas. Este hecho, junto con las inclemencias meteorológicas del lugar, y el paso de los años han propiciado que hoy en día no queden más que los restos arruinadas de aquella importante fortaleza.